# Tarenna asiatica
Tarenna asiatica là một loài thực vật có hoa trong họ Thiến thảo. Loài này được (L.) Kuntze ex K.Schum. miêu tả khoa học đầu tiên năm 1902.

## Hình ảnh

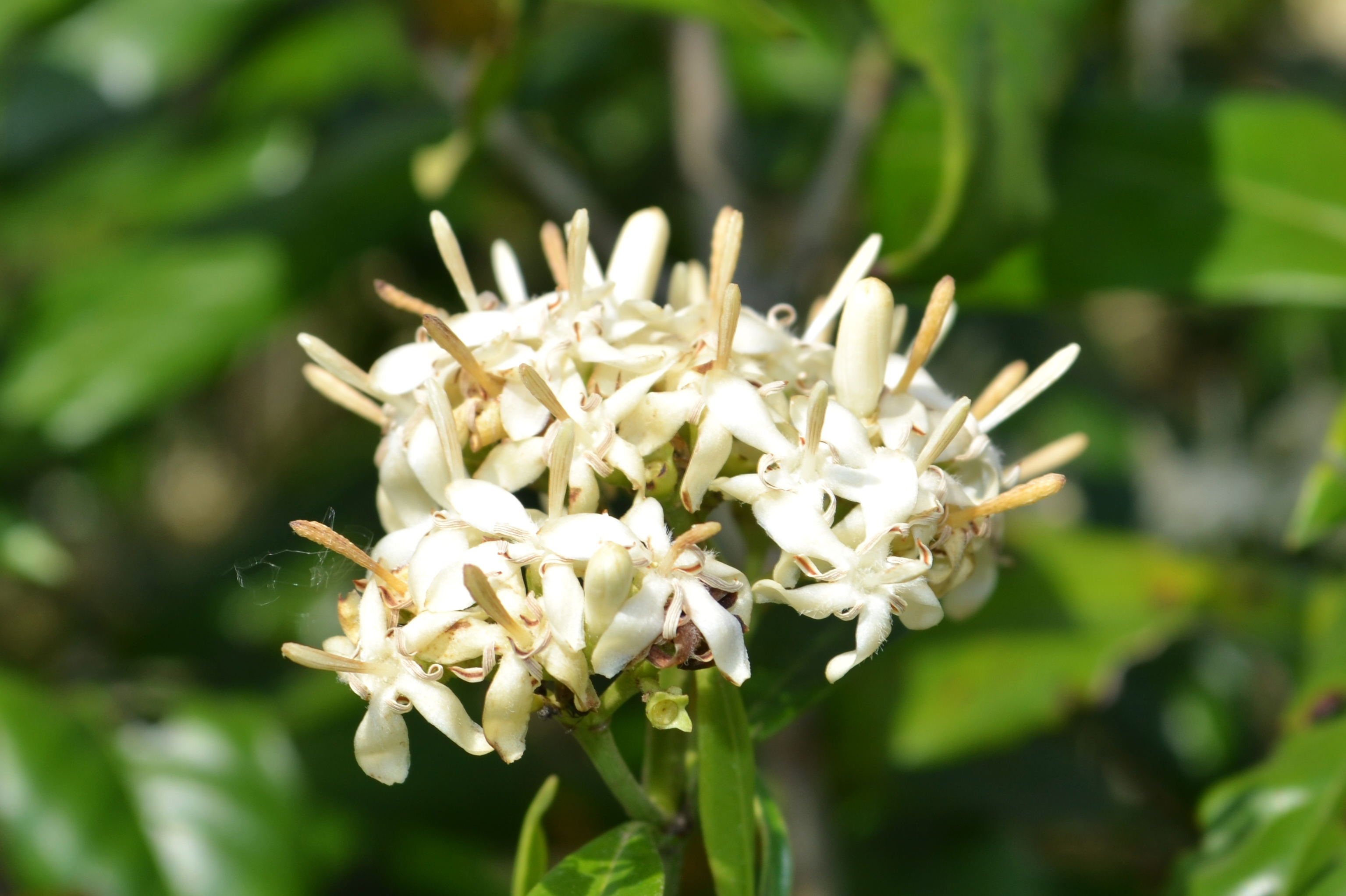